# Docymologia
Docymologia (gr. δοκιμε „próba”) – nauka o sposobach oceniania wiedzy, umiejętności i przydatności danych osób do wykonywania określonych zawodów lub funkcji.
Ten dział nauki zaczął rozwijać się dopiero po II wojnie światowej. Głównym jej zadaniem jest udoskonalenie dawnych oraz tworzenie nowych metod egzaminowania i weryfikacji osiągnięć szkolnych lub zawodowych. Stwierdza ona brak zaufania do wartości tradycyjnych egzaminów oraz prowadzi badania nad medotami prowadzenia testów i konkursów.